# 秦元勋
秦元勋（1923年2月13日—2008年9月14日），男，贵州贵阳（一作遵义）人，中华人民共和国数学家，中国科学院数学研究所研究员，曾任中国人工智能学会理事长。

## 著作
- 《几何学通论》三联书店 1950
- 《运动稳定性的一般问题讲义》科学出版社 1958
- 《空间与时间》 科学出版社 1973
- 《无限的数学》 北京出版社 1979
- 《科学探索：秦元勋文集》（中英对照） 教育科学出版社 1995
- 《时间·空间和运动着的物质》 贵州人民出版社 2000